# 聖路加国際大学
聖路加国際大学（せいるかこくさいだいがく、英語: St. Luke's International University）は、東京都中央区明石町10番1号に本部を置く日本の私立大学。1920年創立、1964年大学設置。大学の略称は聖路加国際大、聖路加大。

## 概観

### 大学全体
イングランド国教会の流れを汲む日本聖公会系のキリスト教主義ミッションスクールである。名称は「ルカ福音書」の聖ルカ(St. Luke)に由来。「せいろか」と読まれることもあるが、「せいるかこくさいだいがく」が正しい。私立大学として日本で初めて看護学部を設置し、日本で初めて看護の大学院博士後期課程を設置するなど、設立当初から日本の看護界のリーダーと指導的人材を多数育成してきた。

### 建学の精神
聖路加国際大学はキリスト教精神を基盤として、看護保健の職域に従事する看護専門指導者の育成を目的と　即ち治療予防保健指導の各面に必要な看護に関する科学的知識を養い、技能の熟達を図り人格の涵養につとめ指導者としての能力をたかめ、学術を中心とした看護の実践と応用によって看護および看護教育の進歩発展に寄与し、もって国民の福祉に貢献することを使命とする（学則第1条）。

## 沿革

### 年表
- 1904年 - 聖路加看護婦学校が発足[2][3]。

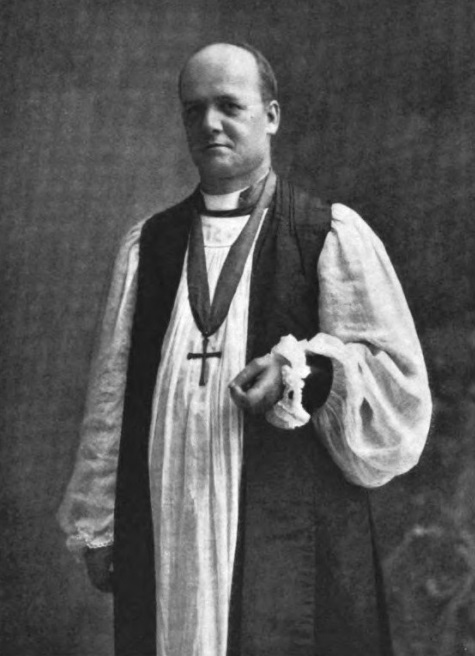
聖路加女子学園理事長（1927 - 1935）ジョン・マキム

- 1920年 - 聖路加国際病院付属高等看護婦学校を設立。
- 1927年 - 財団法人聖路加女子学園設立、聖路加女子専門学校開設。
- 1941年 - 興健女子専門学校に改称。
- 1943年 - 財団法人興健女子専門学校に改称。
- 1945年 - 財団法人聖路加女子専門学校、聖路加女子専門学校に名を戻す。
- 1946年 - GHQの命令の下、東京看護教育模範学院に。
- 1953年 - 学校法人聖路加看護学園設立。
- 1954年 - 聖路加短期大学（3年制）となる。
- 1964年 - 聖路加看護大学（4年制）に改称。
- 1980年 - 聖路加看護大学大学院博士前期課程設置（私立大学では初）。
- 1988年 - 聖路加看護大学大学院博士後期課程設置。
- 2000年 - 男子学生の受け入れを開始[4]。
- 2001年 - 立教大学との単位互換制度を開始。
- 2014年 - 法人名を学校法人聖路加国際大学に、学校名を聖路加国際大学に改称。一般財団法人聖路加国際メディカルセンターより医療関連業務の事業譲渡を受け、聖路加国際病院を含む医療関連施設を学校法人聖路加国際大学の附属施設とする。
- 2017年 - 公衆衛生大学院（大学院公衆衛生学研究科）を設置。看護学研究科DNPコースを開設。学士編入学（3年次）を開始。
- 2021年 - 創立120周年

## 基礎データ

### キャンパス

#### 所在地
- 本部所在地（東京都中央区明石町10番1号）

## 教育および研究

### 組織

#### 学部
- 看護学部
  - 看護学科

#### 大学院
- 看護学研究科
  - 看護学専攻
  - ウィメンズヘルス・助産学専攻（修士課程のみ）
- 公衆衛生学研究科（公衆衛生大学院）
  - 公衆衛生学専攻（専門職学位課程・博士後期課程）

#### 附属機関
- 聖路加国際病院
  - 訪問看護ステーション
  - 附属クリニック
  - 聖路加助産院 マタニティケアルーム
  - 附属クリニック聖路加メディローカス
- 研究推進センター
- 医科学研究センター
- 臨床疫学HTAセンター
- 国際・地域連携センター
- 医療法人社団 聖カタリナ病院

### 研究

#### 21世紀COEプログラム
- 採択1件
- 2003年

医学系
市民主導型の健康育成をめざす看護形成拠点

## 大学関係者と組織

### 大学関係者一覧
- 聖路加国際大学の人物一覧

## 施設

### キャンパス
- キャンパス

看護学部、看護学研究科、公衆衛生学研究科
東京メトロ日比谷線築地駅
聖路加国際病院に隣接している。赤穂藩浅野家の上屋敷跡。芥川龍之介の生家があった。

## 対外関係

### 他大学との協定
- 学部単位互換制度
  - 立教大学 - 聖路加国際大学と同じ日本聖公会系の大学。聖路加国際病院・聖路加国際大学とも立教大学(当時は立教大学校)の跡地である築地居留地37番、57〜60番に設立されている。また、2021年度に立教大学との学部合同科目「いのちを健康で彩る智慧（Health Humanities への招待）」（仮称）を開講すべく、準備を進めている。（2020年度事業計画書より）

- 大学院相互聴講制度協定
  - 立教大学大学院
    - 社会学研究科
    - コミュニティ福祉学研究科

### 姉妹校
- オレゴンヘルスサイエンス大学（アメリカ）

### 海外協定校[5]
- アジア・トリニティ大学（フィリピン）
- 国立イスラム大学（インドネシア）
- オレゴンヘルスサイエンス大学（米国）
- マックマスター大学（カナダ）
- マヒドン大学シリラート校／ラマティボディ校（タイ）
- 延世大学校（韓国）
- 高雄医学大学（台湾）
- ムヒンビリ健康科学大学（タンザニア）
- イリノイ大学シカゴ校（米国）
- サンパウロ大学（ブラジル）
- カリフォルニア大学サンフランシスコ校（米国）
- テキサス大学MDアンダーソンがんセンター（米国）
- ノースカロライナ大学チャペルヒル校（米国）
- サムラトゥランギ大学（インドネシア）